# ウギ (歌手)
ウギ（中: 雨琦、朝: 우기、1999年9月23日 - ）は、中国出身の韓国のアーティスト、作詞家、作曲家、プロデューサー。本名はソン・ユィーチー（中: 宋雨琦）。韓国の5人組ガールズグループi-dleのメンバー。CUBEエンターテインメント所属。

## 来歴

### デビュー前
2016年に北京で開催されたCUBE公開オーディションに合格し、CUBEエンターテインメントに所属。
当時CUBE所属だった4minuteを見てチームの色が好きで入社したという。
練習生時代、ディンゴストーリーの『世界の温度』に出演。

### デビュー後
2018年3月22日、CUBEエンターテインメントから「(G)I-DLE」のメンバーとしてデビュー。同年5月2日、1stミニアルバム『I am』でデビュー。
2021年5月13日、デジタルシングル『A Page』でソロデビュー。(G)I-DLEからは2人目である。
ポジションはリードダンサー、サブボーカルだが歌が上手な方でハスキー音色とも重なってチームの色を加えてくれる。「MY BAG」などラップもよく駆使する。
2023年Netflixドラマ『セレブリティ』に中国の有名インフルエンサー チャン・ウェイ役でカメオ出演した。
2024年4月23日、ミニアルバム『YUQ1』で正式にソロデビュー。同作品の収録曲『Drink It Up』に韓国のラッパーであるpH-1が、同じく収録曲『On Clap』に中国の歌手兼ラッパーのLexie Liuが、そして同じく収録曲の『Everytime』にメンバーのミンニがボーカルとしてそれぞれ参加した。

## 人物
- 韓国語能力検定(TOPIK)5級を取得している[4]。実際にいくつかの発音の問題を除き、初めて聞く人は外国人であると気づかないほど韓国語をよく話す。英語もでき、言語能力に優れている。
- 北京の名門学校を卒業している。14クラスの中で一番秀才なクラスに在籍し、成績は生徒45人の中で最高二位を記録したことがある[5]。
- 所属グループ「(G)I-DLE」の一部の楽曲及び、ソロデジタルシングルのタイトル曲の一つでもある『Giant』の作詞作曲にも携わっている[6]。それに関連し、(G)I-DLEの楽曲『HWAA 火花』の中国語バージョンではウギ自身が中国語訳とレコーディングのプロデュースを担当[7]。
- 低いハスキーボイスが特徴。幼い頃から男性の声のようだとよく言われたため本人はコンプレックスだと思っていたが、所属事務所で練習生時代に個性ある声色だと褒められたことで勇気づけられ、デビュー以後もファンから褒められたことでコンプレックスを克服したという。
- MBTIはENFJ。
- 中学校の時からSUPER JUNIORのファンである[8]。おかげでSUPER JUNIORファンだったメンバーミンニと早く親しくなれたという。特にリョウクが好き。
- 背中にコーギーのタトゥーを入れている[9]。
- ステージ上ではあまり緊張せず、韓国語能力やバラエティ力もあるので、所属事務所でも外国人であるにもかかわらず、デビュー初期から最もバラエティ番組に多くプッシュされたメンバーでもある。番組のおかげで親しくなったのか韓国では様々な芸能人と交友関係が深く、チェ・イェナやLOVELYZミジュなどが代表的に挙げられる。

## 出演

### 韓国
※ 音楽番組のスペシャルMCを含む
| 年度 | 放送日時              | 放送局      | タイトル                            | 参考   |
| ---- | --------------------- | ----------- | ----------------------------------- | ------ |
| 2018 | 8月16日               | KBS2TV      | ハッピートゥゲザー3                 | [ 10 ] |
| 2018 | 8月18日               | JTBC        | 知ってるお兄さん                    | [ 11 ] |
| 2018 | 8月21日               | SBS MTV     | THE SHOW                            | [ 12 ] |
| 2019 | 5月19日〜6月9日       | MBC         | ガシナたち                          | [ 13 ] |
| 2019 | 7月12日               | MBC         | マイ・リトル・テレビジョン V2       | [ 14 ] |
| 2019 | 8月24日〜9月21日      | SBS         | ジャングルの法則 in ミェイク        | [ 15 ] |
| 2019 | 12月18日              | MBC Every 1 | 大韓外国人                          | [ 16 ] |
| 2020 | 4月21日               | SBS MTV     | THE SHOW                            |        |
| 2020 | 7月26日               | SBS         | ランニングマン                      | [ 17 ] |
| 2020 | 9月17日               | KBS 2TV     | ツーペース                          | [ 18 ] |
| 2020 | 9月20日〜2021年5月2日 | Kakao TV    | ランウェイ                          |        |
| 2020 | 11月1日               | MBC         | ミステリー音楽ショー 覆面歌王       | [ 19 ] |
| 2020 | 11月6日〜12月24日     | tvN         | 私は生きている                      | [ 20 ] |
| 2021 | 1月8日                | KBS 2TV     | 新商品発売 ファンストラン           | [ 21 ] |
| 2022 | 1月21日               | Kakao TV    | ランウェイ2                         | [ 22 ] |
| 2022 | 1月25日               | NAVER NOW   | うわさのアイドル                    | [ 23 ] |
| 2022 | 3月19日               | MBC         | 全知的お節介視点                    | [ 24 ] |
| 2022 | 7月1日〜8月26日       | TVING       | ゼロサムゲーム                      | [ 25 ] |
| 2022 | 8月13日               | A Channel   | 都市漁部                            | [ 26 ] |
| 2022 | 11月10日              | Mnet        | Mad Zenius                          | [ 27 ] |
| 2023 | 6月30日               | Netflix     | セレブリティ 9話 - チャン・ウェイ役 | [ 3 ]  |

### 中華圏
| 年度 | 放送日時           | 放送局   | タイトル           |
| ---- | ------------------ | -------- | ------------------ |
| 2019 | 4月26日〜7月12日   | 浙江卫视 | 奔跑吧             |
| 2021 | 4月23日〜7月16日   | 浙江卫视 | 奔跑吧             |
| 2021 | 5月29日            | 浙江卫视 | 臻美闪耀盛典       |
| 2021 | 6月12日            | 浙江卫视 | 百度潮盛典         |
| 2021 | 6月19日            | CCTV-15  | 全球中文音乐榜上榜 |
| 2021 | 7月10日            | 湖南卫视 | 快樂大本營         |
| 2021 | 8月6日〜10月22日   | IQIYI    | 爆裂舞台           |
| 2021 | 8月13日〜10月29日  | 浙江卫视 | 请吃饭的姐姐       |
| 2021 | 8月14日            | CCTV-3   | 2021七夕晚会       |
| 2021 | 8月15日            | 湖南卫视 | 天天向上           |
| 2021 | 8月18日            | IQIYI    | 奇异剧本鲨         |
| 2021 | 8月18日            | 浙江卫视 | 818晚会            |
| 2021 | 9月25日            | 湖南卫视 | 快樂大本營         |
| 2021 | 9月30日〜12月15日  | YOUKU    | 我们恋爱吧3        |
| 2021 | 10月22日〜11月26日 | 浙江卫视 | 奔跑吧黄河篇       |
| 2021 | 10月22日〜12月24日 | 江苏卫视 | 2060               |

## 作品

### デジタルシングル
| No.                          | タイトル                     | 収録曲                       |
| Kakao Entertainment レーベル | Kakao Entertainment レーベル | Kakao Entertainment レーベル |
| ---------------------------- | ---------------------------- | ---------------------------- |
| 1st                          | A Page （2021年5月13日）     | 1. Giant 2. Bonnie & Clyde   |

### 作詞・作曲
| 発売日   | 歌唱者   | アルバム名    | 曲名          | 参加       |
| 2020年   | 2020年   | 2020年        | 2020年        | 2020年     |
| -------- | -------- | ------------- | ------------- | ---------- |
| 7月7日   | (G)I-DLE | i'M THE TREND | i'M THE TREND | 作詞・作曲 |
| 2021年   |          |               |               |            |
| 1月11日  | (G)I-DLE | I burn        | LOST          | 作詞・作曲 |
| 5月13日  | ウギ     | A Page        | Giant         | 作詞・作曲 |
| 2022年   |          |               |               |            |
| 3月14日  | (G)I-DLE | I NEVER DIE   | POLAROID      | 作詞・作曲 |
| 3月14日  | (G)I-DLE | I NEVER DIE   | LIAR          | 作詞・作曲 |
| 4月27日  | ミヨン   | MY            | 소나기        | 作曲       |
| 10月17日 | (G)I-DLE | I love        | Reset         | 作曲       |
| 10月17日 | (G)I-DLE | I love        | DARK (X-File) | 作曲       |